# Calomicrus severini
Calomicrus severini es un coleóptero de la familia Chrysomelidae.
Fue descrita científicamente por primera vez en 1896 por Jacoby.